# Élections départementales de 2021 dans le Val-de-Marne
Les élections départementales dans le Val-de-Marne ont lieu les 20 et 27 juin 2021.

## Contexte départemental

### Assemblée départementale sortante
Avant les élections, le conseil départemental du Val-de-Marne est présidé par Christian Favier (PCF). 
Il comprend 50 conseillers départementaux issus des 25 cantons du Val-de-Marne. 
| Président du conseil départemental   |       |       |      |                                  |
| Christian Favier (PCF)               |       |       |      |                                  |
| Parti                                | Sigle | Sigle | Élus | Groupes                          |
| Majorité (28 sièges)                 |       |       |      |                                  |
| Parti communiste français            |       | PCF   | 16   | Val-de-Marne Ensemble            |
| La France insoumise                  |       | LFI   | 2    | Val-de-Marne Ensemble            |
| Parti socialiste                     |       | PS    | 7    | Élus socialistes et républicains |
| Europe Écologie Les Verts            |       | EÉLV  | 1    | Gauche citoyenne et EÉLV         |
| Gauche citoyenne                     |       | GC    | 1    | Gauche citoyenne et EÉLV         |
| Gauche républicaine et socialiste    |       | GRS   | 1    | Non-inscrit                      |
| Opposition (22 sièges)               |       |       |      |                                  |
| Les Républicains                     |       | LR    | 19   | Val-de-Marne autrement           |
| Union des démocrates et indépendants |       | UDI   | 2    | Centristes et indépendants       |
| Soyons libres                        |       | SL    | 1    | Non-inscrite                     |

## Alliances départementales

### À gauche
La majorité départementale, composée notamment du Parti communiste, du Parti socialiste et d'Europe Écologie-Les Verts, devrait repartir ensemble, les écologistes confirmant cette volonté en février 2021. Le Président, Christian Favier (PCF) annonce début février être candidat à sa réélection.  
Cependant, mi-février, six partis (Europe Écologie Les Verts, le Mouvement des progressistes, Cap21, Génération.s, Génération écologie, l'Alliance écologiste indépendante) ainsi que La Fabrique Vitry annoncent constituer un Pôle écologiste pour les départementales, à contre-courant de l'union prônée par les autres membres de la majorité départementale sortante.
Le 17 avril, le Parti socialiste annonce des candidatures et des soutiens dans la majorité des cantonsavec des accords avec EELV et le PCF.

### Au centre
Début février 2021, La République en marche, le Mouvement démocrate et Territoires de progrès publient une tribune commune et annoncent présenter des candidatures communes. Parmi les signataires, la Ministre du Logement Emmanuelle Wargon (LREM-TdP), les députés de la majorité Maud Petit (MoDem), Jean François Mbaye, Laurent Saint-Martin, Frédéric Descrozaille, Jean-Jacques Bridey et Guillaume Gouffier-Cha (LREM) et les responsables départementaux des trois partis. 
Le 3 mai, les trois partis annoncent des candidatures dans 18 cantons et un soutien à des candidats dans deux autres cantons dont l'un où la candidate MoDem est titulaire. Trois investitures sont données à Territoires de progrès et sept à huit au Mouvement démocrate.
Le Mouvement radical, allié au national de ces partis, n'en fait toutefois pas partie et nomme Philippe Lhoste et Nawel Hamlaoui, élus à Champigny-sur-Marne et L'Haÿ-les-Roses, comme chefs de file.

### À droite
Le 21 avril, Les Républicains annoncent quarante candidats dans 20 des 25 cantons du département. Parmi ceux-ci, cinq membres ou apparentés de l'UDI, quatre membres de Libres et un du Mouvement démocrate.

### À l'extrême-droite
Le 5 mai, le Rassemblement national annonce des candidats dans 17 cantons sur 25.

## Système électoral
Les élections ont lieu au scrutin majoritaire binominal à deux tours. Le système est paritaire : les candidatures sont présentées sous la forme d'un binôme composé d'une femme et d'un homme avec leurs suppléants (une femme et un homme également).
Pour être élu au premier tour, un binôme doit obtenir la majorité absolue des suffrages exprimés et un nombre de suffrages au moins égal à 25 % des électeurs inscrits. Si aucun binôme n'est élu au premier tour, seuls peuvent se présenter au second tour les binômes qui ont obtenu un nombre de suffrages au moins égal à 12,5 % des électeurs inscrits, sans possibilité pour les binômes de fusionner. Est élu au second tour le binôme qui obtient le plus grand nombre de voix.

## Résultats à l'échelle du département

### Résultats par nuances
| Binômes                  | Binômes                             | Binômes                  | Premier tour | Premier tour | Premier tour | Second tour | Second tour   | Second tour | Total | +/-           |  |
| Binômes                  | Binômes                             | Binômes                  | Voix         | %            | Sièges       | Voix        | %             | Sièges      | Total | +/-           |  |
| ------------------------ | ----------------------------------- | ------------------------ | ------------ | ------------ | ------------ | ----------- | ------------- | ----------- | ----- | ------------- |  |
|                          | Les Républicains                    | LR                       | 43 470       | 19,09        | 0            | 63 630      | 26,29         | 16          | 16    | Nv.           |  |
|                          | Union à gauche avec des écologistes | UGE                      | 27 481       | 12,07        | 0            | 33 979      | 14,04         | 2           | 2     | Nv.           |  |
|                          | Parti communiste français           | COM                      | 20 319       | 8,92         | 0            | 27 168      | 11,22         | 8           | 8     | Nv.           |  |
|                          | Écologistes                         | ECO                      | 18 630       | 8,18         | 0            | 26 560      | 10,97         | 2           | 2     | Nv.           |  |
|                          | Rassemblement national              | RN                       | 17 643       | 7,75         | 0            | 2 671       | 1,10          | 0           | 0     | en stagnation |  |
|                          | Union à droite                      | UD                       | 17 066       | 7,50         | 0            | 25 143      | 10,39         | 4           | 4     | 18            |  |
|                          | Union au centre                     | UC                       | 16 787       | 7,37         | 0            | 9 604       | 3,97          | 0           | 0     | Nv.           |  |
|                          | Union à gauche                      | UG                       | 14 476       | 6,36         | 0            | 14 175      | 5,86          | 4           | 4     | 4             |  |
|                          | Divers droite                       | DVD                      | 10 371       | 4,55         | 0            | 12 887      | 5,32          | 4           | 4     | 4             |  |
|                          | Divers gauche                       | DVG                      | 8 661        | 3,80         | 0            | 4 305       | 1,78          | 2           | 2     | en stagnation |  |
|                          | Parti socialiste                    | SOC                      | 8 311        | 3,65         | 0            | 7 221       | 2,98          | 4           | 4     | 4             |  |
|                          | La République en marche             | REM                      | 7 166        | 3,15         | 0            |             |               |             | 0     | Nv.           |  |
|                          | Union au centre et à droite         | UCD                      | 5 847        | 2,57         | 0            | 9 256       | 3,82          | 4           | 4     | Nv.           |  |
|                          | Union au centre et à gauche         | UCG                      | 4 955        | 2,18         | 0            | 3 149       | 1,30          | 0           | 0     | Nv.           |  |
|                          | Divers centre                       | DVC                      | 3 544        | 1,56         | 0            | 2 313       | 0,96          | 0           | 0     | Nv.           |  |
|                          | Extrême gauche                      | EXG                      | 962          | 0,42         | 0            |             |               |             | 0     | Nv.           |  |
|                          | La France insoumise                 | FI                       | 919          | 0,40         | 0            | 0           | Nv.           |             |       |               |  |
|                          | Extrême droite                      | EXD                      | 881          | 0,39         | 0            | 0           | Nv.           |             |       |               |  |
|                          | Divers                              | DIV                      | 132          | 0,06         | 0            | 0           | en stagnation |             |       |               |  |
|                          | Parti radical de gauche             | RDG                      | 76           | 0,03         | 0            | 0           | Nv.           |             |       |               |  |
|                          |                                     |                          |              |              |              |             |               |             |       |               |  |
| Suffrages exprimés       | Suffrages exprimés                  | Suffrages exprimés       | 227 697      | 96,62        |              | 242 061     | 93,30         |             |       |               |  |
| Votes blancs             | Votes blancs                        | Votes blancs             | 5 154        | 2,19         | 12 052       | 4,65        |               |             |       |               |  |
| Votes nuls               | Votes nuls                          | Votes nuls               | 2 812        | 1,19         | 5 327        | 2,05        |               |             |       |               |  |
| Total                    | Total                               | Total                    | 235 663      | 100          | 0            | 259 440     | 100           | 50          | 50    | en stagnation |  |
| Abstentions              | Abstentions                         | Abstentions              | 550 399      | 70,02        |              | 526 917     | 67,01         |             |       |               |  |
| Inscrits / participation | Inscrits / participation            | Inscrits / participation | 786 062      | 29,98        | 786 357      | 32,99       |               |             |       |               |  |

### Assemblée départementale élue
| Président du conseil départemental   |       |       |      |                                          |
| Olivier Capitanio (LR)               |       |       |      |                                          |
| Parti                                | Sigle | Sigle | Élus | Groupes                                  |
| Majorité (28 sièges)                 |       |       |      |                                          |
| Les Républicains                     |       | LR    | 21   | Les Républicains, Libres et indépendants |
| Soyons libres                        |       | SL    | 3    | Les Républicains, Libres et indépendants |
| Union des démocrates et indépendants |       | UDI   | 4    | UDI et apparentés                        |
| Opposition (22 sièges)               |       |       |      |                                          |
| Parti communiste français            |       | PCF   | 10   | Val-de-Marne en commun                   |
| Gauche citoyenne                     |       | GC    | 1    | Val-de-Marne en commun                   |
| Parti socialiste                     |       | PS    | 7    | Socialiste et républicain                |
| Europe Écologie Les Verts            |       | EÉLV  | 2    | Écologistes et citoyens                  |
| Divers gauche                        |       | DVG   | 1    | Écologistes et citoyens                  |
| Gauche républicaine et socialiste    |       | GRS   | 1    | Non-inscrit                              |

### Élus par canton
Pour la première fois depuis 1976, la droite redevient majoritaire dans le Val-de-Marne, en gagnant les trois cantons (Choisy-le-Roi, Champigny-1 et Champigny-2) promis par ses dernières victoires aux municipales. La gauche échoue à reconquérir le canton de L'Haÿ-les-Roses, mais se console en conservant celui d'Orly, très menacé.
| Canton                   | Conseiller Sortant          | Parti | Parti | Conseiller Élu           | Parti | Parti |
| ------------------------ | --------------------------- | ----- | ----- | ------------------------ | ----- | ----- |
| Alfortville              | Mohamed Chikouche           |       | PS    | Mohamed Chikouche        |       | PS    |
| Alfortville              | Isabelle Santiago           |       | PS    | Isabelle Santiago        |       | PS    |
| Cachan                   | Christian Métairie          |       | EÉLV  | Hélène Peccolo           |       | EÉLV  |
| Cachan                   | Hélène de Comarmond         |       | PS    | Samuel Besnard           |       | PS    |
| Champigny-sur-Marne-1    | Christian Favier            |       | PCF   | Michel Duvaudier         |       | LR    |
| Champigny-sur-Marne-1    | Jeannick Le Lagadec         |       | LFI   | Catherine Mussotte-Guedj |       | SL    |
| Champigny-sur-Marne-2    | Alain Audhéon               |       | PCF   | Jean-Pierre Barnaud      |       | UDI   |
| Champigny-sur-Marne-2    | Marie Kennedy               |       | PCF   | Geneviève Carpe          |       | SL    |
| Charenton-le-Pont        | Chantal Durand              |       | LR    | Chantal Durand           |       | LR    |
| Charenton-le-Pont        | Hervé Gicquel               |       | LR    | Hervé Gicquel            |       | LR    |
| Choisy-le-Roi            | Nathalie Dinner             |       | LFI   | Kristell Niasme          |       | LR    |
| Choisy-le-Roi            | Didier Guillaume            |       | PCF   | Tonino Panetta           |       | LR    |
| Créteil-1                | Abraham Johnson             |       | PS    | Antoine Pelissolo        |       | PS    |
| Créteil-1                | Josette Sol                 |       | PS    | Josette Sol              |       | PS    |
| Créteil-2                | Bruno Helin                 |       | PS    | Bruno Helin              |       | PS    |
| Créteil-2                | Brigitte Jeanvoine          |       | PS    | Brigitte Jeanvoine       |       | PS    |
| Fontenay-sous-Bois       | Sokona Niakhaté             |       | PCF   | Sokona Niakhaté          |       | PCF   |
| Fontenay-sous-Bois       | Gilles Saint-Gal            |       | PCF   | Franck Mora              |       | PCF   |
| L'Haÿ-les-Roses          | Fernand Berson              |       | LR    | Antoine Madelin          |       | LR    |
| L'Haÿ-les-Roses          | Frédérique Pradier          |       | UDI   | Mélanie Nowak            |       | UDI   |
| Ivry-sur-Seine           | Lamya Kirouani              |       | PCF   | Lamya Kirouani           |       | PCF   |
| Ivry-sur-Seine           | Pascal Savoldelli           |       | PCF   | Nicolas Bescond          |       | PCF   |
| Le Kremlin-Bicêtre       | Fatiha Aggoune              |       | PCF   | Fatiha Aggoune           |       | PCF   |
| Le Kremlin-Bicêtre       | Ibrahima Traoré             |       | FDG   | Ibrahima Traoré          |       | PCF   |
| Maisons-Alfort           | Olivier Capitanio           |       | LR    | Olivier Capitanio        |       | LR    |
| Maisons-Alfort           | Marie-France Parrain        |       | LR    | Marie-France Parrain     |       | LR    |
| Nogent-sur-Marne         | Paul Bazin                  |       | LR    | Paul Bazin               |       | LR    |
| Nogent-sur-Marne         | Déborah Münzer              |       | LR    | Déborah Münzer           |       | LR    |
| Orly                     | Daniel Guérin               |       | GRS   | Daniel Guérin            |       | GRS   |
| Orly                     | Christine Janodet           |       | GC    | Christine Janodet        |       | GC    |
| Le Plateau briard        | Karine Bastier              |       | LR    | Karine Bastier           |       | LR    |
| Le Plateau briard        | Pierre-Jean Gravelle        |       | LR    | Patrick Farcy            |       | UDI   |
| Saint-Maur-des-Fossés-1  | Laurence Coulon             |       | LR    | Laurence Coulon          |       | LR    |
| Saint-Maur-des-Fossés-1  | Jean-François Le Helloco    |       | LR    | Germain Roesch           |       | LR    |
| Saint-Maur-des-Fossés-2  | Jean-Daniel Amsler          |       | LR    | Jean-Daniel Amsler       |       | LR    |
| Saint-Maur-des-Fossés-2  | Marie-Christine Ségui       |       | LR    | Marie-Christine Ségui    |       | LR    |
| Thiais                   | Patricia Korchef-Lambert    |       | LR    | Patricia Korchef-Lambert |       | LR    |
| Thiais                   | Nicolas Tryzna              |       | LR    | Nicolas Tryzna           |       | LR    |
| Villejuif                | Pierre Garzon               |       | PCF   | Pierre Garzon            |       | PCF   |
| Villejuif                | Flore Munck                 |       | PCF   | Flore Munck              |       | PCF   |
| Villeneuve-Saint-Georges | Françoise Lecoufle          |       | LR    | Françoise Lecoufle       |       | LR    |
| Villeneuve-Saint-Georges | Metin Yavuz                 |       | LR    | Metin Yavuz              |       | LR    |
| Villiers-sur-Marne       | Emmanuel Gilles de La Londe |       | LR    | Jacques-Alain Benisti    |       | LR    |
| Villiers-sur-Marne       | Sabine Patoux               |       | SL    | Sabine Patoux            |       | SL    |
| Vincennes                | Dominique Le Bideau         |       | UDI   | Odile Seguret            |       | UDI   |
| Vincennes                | Julien Weil                 |       | LR    | Julien Weil              |       | LR    |
| Vitry-sur-Seine-1        | Corinne Barre               |       | PCF   | Frédéric Bourdon         |       | ECO   |
| Vitry-sur-Seine-1        | Marie-Albert Jules-Rosette  |       | PCF   | Naiga Stefel             |       | EÉLV  |
| Vitry-sur-Seine-2        | Évelyne Rabardel            |       | PCF   | Évelyne Rabardel         |       | PCF   |
| Vitry-sur-Seine-2        | Hocine Tmimi                |       | PCF   | Hocine Tmimi             |       | PCF   |

## Résultats par canton
Les binômes sont présentés par ordre décroissant des résultats au premier tour. En cas de victoire au second tour du binôme arrivé en deuxième place au premier, ses résultats sont indiqués en gras. 

### Canton d'Alfortville
| Candidats                | Candidats                | Partis                   | Nuance                   | Premier tour | Premier tour | Second tour | Second tour |
| Candidats                | Candidats                | Partis                   | Nuance                   | Voix         | %            | Voix        | %           |
| ------------------------ | ------------------------ | ------------------------ | ------------------------ | ------------ | ------------ | ----------- | ----------- |
|                          | Mohamed Chikouche        | PS                       | SOC                      | 2 693        | 40,66        | 3 956       | 60,92       |
|                          | Isabelle Santiago        | PS                       | SOC                      | 2 693        | 40,66        | 3 956       | 60,92       |
|                          | France Bernichi          | EÉLV                     | ECO                      | 1 155        | 17,44        | 2 538       | 39,08       |
|                          | Raphaël Lévêque          | EÉLV                     | ECO                      | 1 155        | 17,44        | 2 538       | 39,08       |
|                          | Arsen Minasyan           | LR                       | UD                       | 1 102        | 16,64        |             |             |
|                          | Céline Pires             | UDI                      | UD                       | 1 102        | 16,64        |             |             |
|                          | Vincent Mulier           | LREM                     | UC                       | 848          | 12,80        |             |             |
|                          | Yaëlle Reynaud           | MoDem                    | UC                       | 848          | 12,80        |             |             |
|                          | Armelle Namy             | DVG                      | DVG                      | 825          | 12,46        |             |             |
|                          | Antoine Tredez           | LFI                      | DVG                      | 825          | 12,46        |             |             |
|                          |                          |                          |                          |              |              |             |             |
| Suffrages exprimés       | Suffrages exprimés       | Suffrages exprimés       | Suffrages exprimés       | 6 623        | 93,88        | 6 494       | 86,83       |
| Votes blancs             | Votes blancs             | Votes blancs             | Votes blancs             | 238          | 3,37         | 645         | 8,62        |
| Votes nuls               | Votes nuls               | Votes nuls               | Votes nuls               | 194          | 2,75         | 340         | 4,55        |
| Total                    | Total                    | Total                    | Total                    | 7 055        | 100          | 7 479       | 100         |
| Abstention               | Abstention               | Abstention               | Abstention               | 16 681       | 70,28        | 16 263      | 68,50       |
| Inscrits / participation | Inscrits / participation | Inscrits / participation | Inscrits / participation | 23 736       | 29,72        | 23 742      | 31,50       |

### Canton de Cachan
| Candidats                | Candidats                | Partis                   | Nuance                   | Premier tour | Premier tour | Second tour | Second tour |
| Candidats                | Candidats                | Partis                   | Nuance                   | Voix         | %            | Voix        | %           |
| ------------------------ | ------------------------ | ------------------------ | ------------------------ | ------------ | ------------ | ----------- | ----------- |
|                          | Samuel Besnard           | PS                       | UGE                      | 3 327        | 37,21        | 5 565       | 63,86       |
|                          | Hélène Peccolo           | EÉLV                     | UGE                      | 3 327        | 37,21        | 5 565       | 63,86       |
|                          | Annie-Claire Auliard     | LREM                     | UCG                      | 1 996        | 22,32        | 3 149       | 36,14       |
|                          | Erwann Calvez            | LREM                     | UCG                      | 1 996        | 22,32        | 3 149       | 36,14       |
|                          | Carine Delahaie          | PCF                      | COM                      | 1 535        | 17,17        |             |             |
|                          | Georges Thimotée         | PCF                      | COM                      | 1 535        | 17,17        |             |             |
|                          | Syndie Debarre           | LR                       | LR                       | 954          | 10,67        |             |             |
|                          | Baptiste Genies          | LR                       | LR                       | 954          | 10,67        |             |             |
|                          | David Dray               | RN                       | RN                       | 900          | 10,07        |             |             |
|                          | Clémence Lequeux         | RN                       | RN                       | 900          | 10,07        |             |             |
|                          | Nicole Florence          | POID                     | EXG                      | 229          | 2,56         |             |             |
|                          | Patrick Lubineau         | POID                     | EXG                      | 229          | 2,56         |             |             |
|                          |                          |                          |                          |              |              |             |             |
| Suffrages exprimés       | Suffrages exprimés       | Suffrages exprimés       | Suffrages exprimés       | 8 941        | 95,22        | 8 714       | 89,43       |
| Votes blancs             | Votes blancs             | Votes blancs             | Votes blancs             | 389          | 4,14         | 877         | 9,00        |
| Votes nuls               | Votes nuls               | Votes nuls               | Votes nuls               | 60           | 0,64         | 153         | 1,57        |
| Total                    | Total                    | Total                    | Total                    | 9 390        | 100          | 9 744       | 100         |
| Abstention               | Abstention               | Abstention               | Abstention               | 19 928       | 67,97        | 19 585      | 66,78       |
| Inscrits / participation | Inscrits / participation | Inscrits / participation | Inscrits / participation | 29 318       | 32,03        | 29 329      | 33,22       |

### Canton de Champigny-sur-Marne-1
| Candidats                | Candidats                | Partis                   | Nuance                   | Premier tour | Premier tour | Second tour | Second tour |
| Candidats                | Candidats                | Partis                   | Nuance                   | Voix         | %            | Voix        | %           |
| ------------------------ | ------------------------ | ------------------------ | ------------------------ | ------------ | ------------ | ----------- | ----------- |
|                          | Michel Duvaudier         | LR                       | DVD                      | 3 722        | 44,92        | 5 055       | 52,47       |
|                          | Catherine Mussotte-Guedj | SL                       | DVD                      | 3 722        | 44,92        | 5 055       | 52,47       |
|                          | Christian Favier,        | PCF                      | UG                       | 3 557        | 42,93        | 4 579       | 47,53       |
|                          | Jeannick Le Lagadec      | LFI                      | UG                       | 3 557        | 42,93        | 4 579       | 47,53       |
|                          | Sylvie Bergereau         | RN                       | RN                       | 632          | 7,63         |             |             |
|                          | Georges Peixoto          | RN                       | RN                       | 632          | 7,63         |             |             |
|                          | Nouhad Probst-El Hafni   | DVC                      | DVC                      | 375          | 4,53         |             |             |
|                          | Jean-Michel Schmitt      | DVC                      | DVC                      | 375          | 4,53         |             |             |
|                          |                          |                          |                          |              |              |             |             |
| Suffrages exprimés       | Suffrages exprimés       | Suffrages exprimés       | Suffrages exprimés       | 8 286        | 97,93        | 9 864       | 97,67       |
| Votes blancs             | Votes blancs             | Votes blancs             | Votes blancs             | 116          | 1,37         | 140         | 1,42        |
| Votes nuls               | Votes nuls               | Votes nuls               | Votes nuls               | 59           | 0,70         | 90          | 0,91        |
| Total                    | Total                    | Total                    | Total                    | 8 461        | 100          | 9 864       | 100         |
| Abstention               | Abstention               | Abstention               | Abstention               | 20 337       | 70,62        | 18 942      | 65,76       |
| Inscrits / participation | Inscrits / participation | Inscrits / participation | Inscrits / participation | 28 798       | 29,38        | 28 806      | 34,24       |

### Canton de Champigny-sur-Marne-2
| Candidats                | Candidats                   | Partis                   | Nuance                   | Premier tour | Premier tour | Second tour | Second tour |
| Candidats                | Candidats                   | Partis                   | Nuance                   | Voix         | %            | Voix        | %           |
| ------------------------ | --------------------------- | ------------------------ | ------------------------ | ------------ | ------------ | ----------- | ----------- |
|                          | Jean-Pierre Barnaud         | UDI                      | UCD                      | 1 754        | 31,28        | 3 399       | 52,04       |
|                          | Geneviève Carpe             | SL                       | UCD                      | 1 754        | 31,28        | 3 399       | 52,04       |
|                          | Alain Audhéon               | PCF                      | UGE                      | 1 400        | 24,96        | 3 133       | 47,96       |
|                          | Chrysis Capral              | ÉCO                      | UGE                      | 1 400        | 24,96        | 3 133       | 47,96       |
|                          | Orianne Louail              | MoDem                    | UC                       | 834          | 14,87        |             |             |
|                          | Mirfad Saïd Mahamoud        | LREM                     | UC                       | 834          | 14,87        |             |             |
|                          | Marie-France Chadeyron      | RN                       | RN                       | 750          | 13,37        |             |             |
|                          | Francis Pretot              | RN                       | RN                       | 750          | 13,37        |             |             |
|                          | Pauline Guillaume Pennacchi | DVG                      | UGE                      | 601          | 10,72        |             |             |
|                          | Mamadou Sy                  | DVG                      | UGE                      | 601          | 10,72        |             |             |
|                          | Martine Dupond              | DVC                      | DIV                      | 132          | 2,35         |             |             |
|                          | Stéphane Verdru             | DVC                      | DIV                      | 132          | 2,35         |             |             |
|                          | Marie Perru                 | PRG                      | RDG                      | 76           | 1,36         |             |             |
|                          | Jean Zougbede               | PRG                      | RDG                      | 76           | 1,36         |             |             |
|                          | Maria Bégonia Chambonnet    | POID                     | EXG                      | 61           | 1,09         |             |             |
|                          | Bruno Chiche                | POID                     | EXG                      | 61           | 1,09         |             |             |
|                          |                             |                          |                          |              |              |             |             |
| Suffrages exprimés       | Suffrages exprimés          | Suffrages exprimés       | Suffrages exprimés       | 5 608        | 96,74        | 6 532       | 95,18       |
| Votes blancs             | Votes blancs                | Votes blancs             | Votes blancs             | 103          | 1,78         | 220         | 3,21        |
| Votes nuls               | Votes nuls                  | Votes nuls               | Votes nuls               | 86           | 1,48         | 111         | 1,62        |
| Total                    | Total                       | Total                    | Total                    | 5 797        | 100          | 6 863       | 100         |
| Abstention               | Abstention                  | Abstention               | Abstention               | 19 004       | 76,63        | 17 955      | 72,35       |
| Inscrits / participation | Inscrits / participation    | Inscrits / participation | Inscrits / participation | 24 801       | 23,37        | 24 818      | 27,65       |

### Canton de Charenton-le-Pont
| Candidats                | Candidats                | Partis                   | Nuance                   | Premier tour | Premier tour | Second tour | Second tour |
| Candidats                | Candidats                | Partis                   | Nuance                   | Voix         | %            | Voix        | %           |
| ------------------------ | ------------------------ | ------------------------ | ------------------------ | ------------ | ------------ | ----------- | ----------- |
|                          | Chantal Durand           | LR                       | LR                       | 6 223        | 46,26        | 9 346       | 63,98       |
|                          | Hervé Gicquel            | LR                       | LR                       | 6 223        | 46,26        | 9 346       | 63,98       |
|                          | Jean-Maurice Denis       | EÉLV                     | ECO                      | 2 328        | 17,31        | 5 262       | 36,02       |
|                          | Isabelle Lérault         | DVG                      | ECO                      | 2 328        | 17,31        | 5 262       | 36,02       |
|                          | Tiffany Farlé            | PCF                      | UG                       | 2 161        | 16,07        |             |             |
|                          | Joao Martins Pereira     | PS                       | UG                       | 2 161        | 16,07        |             |             |
|                          | Samia Camara             | LREM                     | REM                      | 1 858        | 13,81        |             |             |
|                          | Didier Imbert            | LREM                     | REM                      | 1 858        | 13,81        |             |             |
|                          | Eric Blanche             | EXD                      | EXD                      | 881          | 6,55         |             |             |
|                          | Marie Béatrice Goncalves | EXD                      | EXD                      | 881          | 6,55         |             |             |
|                          |                          |                          |                          |              |              |             |             |
| Suffrages exprimés       | Suffrages exprimés       | Suffrages exprimés       | Suffrages exprimés       | 13 451       | 97,58        | 14 608      | 96,27       |
| Votes blancs             | Votes blancs             | Votes blancs             | Votes blancs             | 209          | 1,52         | 353         | 2,33        |
| Votes nuls               | Votes nuls               | Votes nuls               | Votes nuls               | 124          | 0,90         | 213         | 1,40        |
| Total                    | Total                    | Total                    | Total                    | 13 784       | 100          | 15 174      | 100         |
| Abstention               | Abstention               | Abstention               | Abstention               | 27 554       | 66,66        | 26 176      | 63,30       |
| Inscrits / participation | Inscrits / participation | Inscrits / participation | Inscrits / participation | 41 338       | 33,34        | 41 350      | 36,70       |

### Canton de Choisy-le-Roi
| Candidats                | Candidats                | Partis                   | Nuance                   | Premier tour | Premier tour | Second tour | Second tour |
| Candidats                | Candidats                | Partis                   | Nuance                   | Voix         | %            | Voix        | %           |
| ------------------------ | ------------------------ | ------------------------ | ------------------------ | ------------ | ------------ | ----------- | ----------- |
|                          | Kristell Niasme          | LR                       | LR                       | 2 785        | 39,45        | 4 517       | 55,94       |
|                          | Tonino Panetta           | LR                       | LR                       | 2 785        | 39,45        | 4 517       | 55,94       |
|                          | Robin Albert             | LFI                      | COM                      | 2 702        | 38,27        | 3 558       | 44,06       |
|                          | Katiana René             | PCF                      | COM                      | 2 702        | 38,27        | 3 558       | 44,06       |
|                          | Antoine Ghaye            | RN                       | RN                       | 821          | 11,63        |             |             |
|                          | Dominique Vachelot       | RN                       | RN                       | 821          | 11,63        |             |             |
|                          | Amandine Mackako         | LREM                     | REM                      | 590          | 8,36         |             |             |
|                          | Riantsoa Robinson        | LREM                     | REM                      | 590          | 8,36         |             |             |
|                          | Yves Peryagh             | DVD                      | DVD                      | 162          | 2,29         |             |             |
|                          | Andrée Ratovonony        | DVD                      | DVD                      | 162          | 2,29         |             |             |
|                          |                          |                          |                          |              |              |             |             |
| Suffrages exprimés       | Suffrages exprimés       | Suffrages exprimés       | Suffrages exprimés       | 7 060        | 96,51        | 8 075       | 95,91       |
| Votes blancs             | Votes blancs             | Votes blancs             | Votes blancs             | 170          | 2,32         | 217         | 2,58        |
| Votes nuls               | Votes nuls               | Votes nuls               | Votes nuls               | 85           | 1,16         | 127         | 1,51        |
| Total                    | Total                    | Total                    | Total                    | 7 315        | 100          | 8 419       | 100         |
| Abstention               | Abstention               | Abstention               | Abstention               | 21 249       | 74,39        | 20 160      | 70,54       |
| Inscrits / participation | Inscrits / participation | Inscrits / participation | Inscrits / participation | 28 564       | 25,61        | 28 579      | 29,46       |

### Canton de Créteil-1
| Candidats                | Candidats                | Partis                   | Nuance                   | Premier tour | Premier tour | Second tour | Second tour |
| Candidats                | Candidats                | Partis                   | Nuance                   | Voix         | %            | Voix        | %           |
| ------------------------ | ------------------------ | ------------------------ | ------------------------ | ------------ | ------------ | ----------- | ----------- |
|                          | Antoine Pelissolo        | PS                       | SOC                      | 1 555        | 31,79        | 3 265       | 58,53       |
|                          | Josette Sol              | PS                       | SOC                      | 1 555        | 31,79        | 3 265       | 58,53       |
|                          | Aurore Moutomé           | DVC                      | DVC                      | 1 103        | 22,55        | 2 313       | 41,47       |
|                          | Sylvain Thezard          | DVC                      | DVC                      | 1 103        | 22,55        | 2 313       | 41,47       |
|                          | Abdoulbar Djaffar        | EÉLV                     | ECO                      | 792          | 16,19        |             |             |
|                          | Brigitte Laude           | EÉLV                     | ECO                      | 792          | 16,19        |             |             |
|                          | Imane Idrissi            | TdP                      | UCG                      | 788          | 16,11        |             |             |
|                          | Jean François Mbaye      | LREM                     | UCG                      | 788          | 16,11        |             |             |
|                          | Xavier Chemla            | LFI                      | FI                       | 459          | 9,38         |             |             |
|                          | Béatrice Pinat           | LFI                      | FI                       | 459          | 9,38         |             |             |
|                          | Martine Damien           | POID                     | EXG                      | 195          | 3,99         |             |             |
|                          | Frédéric Mangin          | POID                     | EXG                      | 195          | 3,99         |             |             |
|                          |                          |                          |                          |              |              |             |             |
| Suffrages exprimés       | Suffrages exprimés       | Suffrages exprimés       | Suffrages exprimés       | 4 892        | 93,15        | 5 578       | 93,25       |
| Votes blancs             | Votes blancs             | Votes blancs             | Votes blancs             | 224          | 4,27         | 247         | 4,13        |
| Votes nuls               | Votes nuls               | Votes nuls               | Votes nuls               | 136          | 2,59         | 157         | 2,62        |
| Total                    | Total                    | Total                    | Total                    | 5 252        | 100          | 5 982       | 100         |
| Abstention               | Abstention               | Abstention               | Abstention               | 16 678       | 76,05        | 15 972      | 72,75       |
| Inscrits / participation | Inscrits / participation | Inscrits / participation | Inscrits / participation | 21 930       | 23,95        | 21 954      | 27,25       |

### Canton de Créteil-2
| Candidats                | Candidats                | Partis                   | Nuance                   | Premier tour | Premier tour | Second tour | Second tour |
| Candidats                | Candidats                | Partis                   | Nuance                   | Voix         | %            | Voix        | %           |
| ------------------------ | ------------------------ | ------------------------ | ------------------------ | ------------ | ------------ | ----------- | ----------- |
|                          | Bruno Helin              | PS                       | UG                       | 1 734        | 32,22        | 3 508       | 58,63       |
|                          | Brigitte Jeanvoine       | PS                       | UG                       | 1 734        | 32,22        | 3 508       | 58,63       |
|                          | Gabriela Drevenakova     | LR                       | LR                       | 1 253        | 23,28        | 2 475       | 41,37       |
|                          | Bruno Kerisit            | LR                       | LR                       | 1 253        | 23,28        | 2 475       | 41,37       |
|                          | Mehmet Ceylan            | LREM                     | REM                      | 991          | 18,41        |             |             |
|                          | Evelyne Leaune-Velluet   | LREM                     | REM                      | 991          | 18,41        |             |             |
|                          | Sylvie Ané               | EÉLV                     | ECO                      | 944          | 17,54        |             |             |
|                          | David Cousy              | EÉLV                     | ECO                      | 944          | 17,54        |             |             |
|                          | Marie-Noëlle Bertrand    | LFI                      | FI                       | 460          | 8,55         |             |             |
|                          | Éric Tricot              | LFI                      | FI                       | 460          | 8,55         |             |             |
|                          |                          |                          |                          |              |              |             |             |
| Suffrages exprimés       | Suffrages exprimés       | Suffrages exprimés       | Suffrages exprimés       | 5 382        | 93,75        | 5 983       | 92,85       |
| Votes blancs             | Votes blancs             | Votes blancs             | Votes blancs             | 240          | 4,18         | 308         | 4,78        |
| Votes nuls               | Votes nuls               | Votes nuls               | Votes nuls               | 119          | 2,07         | 153         | 2,37        |
| Total                    | Total                    | Total                    | Total                    | 5 741        | 100          | 6 444       | 100         |
| Abstention               | Abstention               | Abstention               | Abstention               | 17 452       | 75,25        | 16 771      | 72,24       |
| Inscrits / participation | Inscrits / participation | Inscrits / participation | Inscrits / participation | 23 193       | 24,75        | 23 215      | 27,76       |

### Canton de Fontenay-sous-Bois
| Candidats                | Candidats                | Partis                   | Nuance                   | Premier tour | Premier tour | Second tour | Second tour |
| Candidats                | Candidats                | Partis                   | Nuance                   | Voix         | %            | Voix        | %           |
| ------------------------ | ------------------------ | ------------------------ | ------------------------ | ------------ | ------------ | ----------- | ----------- |
|                          | Franck Mora              | PCF                      | COM                      | 4 266        | 35,33        | 7 393       | 56,19       |
|                          | Sokona Niakhaté          | PCF                      | COM                      | 4 266        | 35,33        | 7 393       | 56,19       |
|                          | Gautier Brodeo           | UDI                      | UD                       | 3 272        | 27,10        | 5 763       | 43,81       |
|                          | Céline Martin            | LR                       | UD                       | 3 272        | 27,10        | 5 763       | 43,81       |
|                          | Agnès Colonval           | EÉLV                     | ECO                      | 2 692        | 22,30        |             |             |
|                          | Bernard Thoreau          | EÉLV                     | ECO                      | 2 692        | 22,30        |             |             |
|                          | Chantal Cazals           | LREM                     | REM                      | 1 844        | 15,27        |             |             |
|                          | Vihi Kirmen              | LREM                     | REM                      | 1 844        | 15,27        |             |             |
|                          |                          |                          |                          |              |              |             |             |
| Suffrages exprimés       | Suffrages exprimés       | Suffrages exprimés       | Suffrages exprimés       | 12 074       | 96,28        | 13 156      | 95,88       |
| Votes blancs             | Votes blancs             | Votes blancs             | Votes blancs             | 312          | 2,49         | 390         | 2,84        |
| Votes nuls               | Votes nuls               | Votes nuls               | Votes nuls               | 155          | 1,24         | 175         | 1,28        |
| Total                    | Total                    | Total                    | Total                    | 12 541       | 100          | 13 721      | 100         |
| Abstention               | Abstention               | Abstention               | Abstention               | 26 432       | 67,82        | 25 262      | 64,80       |
| Inscrits / participation | Inscrits / participation | Inscrits / participation | Inscrits / participation | 38 973       | 32,18        | 38 983      | 35,20       |

### Canton de L'Haÿ-les-Roses
| Candidats                | Candidats                | Partis                   | Nuance                   | Premier tour | Premier tour | Second tour | Second tour |
| Candidats                | Candidats                | Partis                   | Nuance                   | Voix         | %            | Voix        | %           |
| ------------------------ | ------------------------ | ------------------------ | ------------------------ | ------------ | ------------ | ----------- | ----------- |
|                          | Sophian Mouahli          | PCF                      | UGE                      | 4 099        | 40,75        | 5 302       | 48,08       |
|                          | Rachida Sadane           | PCF                      | UGE                      | 4 099        | 40,75        | 5 302       | 48,08       |
|                          | Antoine Madelin          | LR                       | UD                       | 3 969        | 39,46        | 5 725       | 51,92       |
|                          | Mélanie Nowak            | UDI                      | UD                       | 3 969        | 39,46        | 5 725       | 51,92       |
|                          | Stéphane Aubergeon       | LREM                     | REM                      | 1 099        | 10,93        |             |             |
|                          | Célia Gatellier          | LREM                     | REM                      | 1 099        | 10,93        |             |             |
|                          | Régine Bourgarel         | RN                       | RN                       | 892          | 8,87         |             |             |
|                          | Ugo Iannuzzi             | RN                       | RN                       | 892          | 8,87         |             |             |
|                          |                          |                          |                          |              |              |             |             |
| Suffrages exprimés       | Suffrages exprimés       | Suffrages exprimés       | Suffrages exprimés       | 10 059       | 96,75        | 11 027      | 96,35       |
| Votes blancs             | Votes blancs             | Votes blancs             | Votes blancs             | 213          | 2,05         | 309         | 2,70        |
| Votes nuls               | Votes nuls               | Votes nuls               | Votes nuls               | 125          | 1,20         | 109         | 0,95        |
| Total                    | Total                    | Total                    | Total                    | 10 397       | 100          | 11 445      | 100         |
| Abstention               | Abstention               | Abstention               | Abstention               | 23 209       | 69,06        | 22 176      | 65,96       |
| Inscrits / participation | Inscrits / participation | Inscrits / participation | Inscrits / participation | 33 606       | 30,94        | 33 621      | 34,04       |

### Canton d'Ivry-sur-Seine
| Candidats                | Candidats                | Partis                   | Nuance                   | Premier tour | Premier tour | Second tour | Second tour |
| Candidats                | Candidats                | Partis                   | Nuance                   | Voix         | %            | Voix        | %           |
| ------------------------ | ------------------------ | ------------------------ | ------------------------ | ------------ | ------------ | ----------- | ----------- |
|                          | Nicolas Bescond          | PCF                      | COM                      | 3 406        | 38,88        | 5 033       | 61,14       |
|                          | Lamya Kirouani           | PCF                      | COM                      | 3 406        | 38,88        | 5 033       | 61,14       |
|                          | Sabrina Sebaihi          | EÉLV                     | ECO                      | 1 484        | 16,94        | 3 199       | 38,86       |
|                          | Jacques Tran             | EÉLV                     | ECO                      | 1 484        | 16,94        | 3 199       | 38,86       |
|                          | Sandrine Bernard         | PS                       | SOC                      | 1 147        | 13,09        |             |             |
|                          | Laurent Monfret          | DVG                      | SOC                      | 1 147        | 13,09        |             |             |
|                          | Sébastien Bouillaud      | LR                       | LR                       | 1 134        | 12,95        |             |             |
|                          | Émilie Jean              | LR                       | LR                       | 1 134        | 12,95        |             |             |
|                          | Wenqi Cui                | RN                       | RN                       | 805          | 9,19         |             |             |
|                          | Francis Plainchant       | RN                       | RN                       | 805          | 9,19         |             |             |
|                          | Sheerazed Boulkroun      | LREM                     | REM                      | 784          | 8,95         |             |             |
|                          | Azad Houssain            | LREM                     | REM                      | 784          | 8,95         |             |             |
|                          |                          |                          |                          |              |              |             |             |
| Suffrages exprimés       | Suffrages exprimés       | Suffrages exprimés       | Suffrages exprimés       | 8 760        | 96,75        | 8 232       | 86,77       |
| Votes blancs             | Votes blancs             | Votes blancs             | Votes blancs             | 155          | 1,71         | 840         | 8,85        |
| Votes nuls               | Votes nuls               | Votes nuls               | Votes nuls               | 139          | 1,54         | 415         | 4,37        |
| Total                    | Total                    | Total                    | Total                    | 9 054        | 100          | 9 487       | 100         |
| Abstention               | Abstention               | Abstention               | Abstention               | 19 748       | 68,56        | 19 322      | 67,07       |
| Inscrits / participation | Inscrits / participation | Inscrits / participation | Inscrits / participation | 28 802       | 31,44        | 28 809      | 32,93       |

### Canton du Kremlin-Bicêtre
| Candidats                | Candidats                | Partis                   | Nuance                   | Premier tour | Premier tour | Second tour | Second tour |
| Candidats                | Candidats                | Partis                   | Nuance                   | Voix         | %            | Voix        | %           |
| ------------------------ | ------------------------ | ------------------------ | ------------------------ | ------------ | ------------ | ----------- | ----------- |
|                          | Fathia Aggoune           | PCF                      | UG                       | 2 468        | 34,85        | 3 470       | 53,92       |
|                          | Ibrahima Traoré          | PCF                      | UG                       | 2 468        | 34,85        | 3 470       | 53,92       |
|                          | Kamel Bouffraine         | EÉLV                     | ECO                      | 1 312        | 18,53        | 2 966       | 46,08       |
|                          | Sophie Guillemain        | EÉLV                     | ECO                      | 1 312        | 18,53        | 2 966       | 46,08       |
|                          | Nadia Chiboub            | MoDem                    | DVC                      | 1 300        | 18,36        |             |             |
|                          | Cédric Thépaut           | LREM                     | DVC                      | 1 300        | 18,36        |             |             |
|                          | Benoît Crespin           | DVD                      | DVD                      | 844          | 11,92        |             |             |
|                          | Marion Mazières          | DVD                      | DVD                      | 844          | 11,92        |             |             |
|                          | Patrick Godet            | RN                       | RN                       | 683          | 9,65         |             |             |
|                          | Elise Lin                | RN                       | RN                       | 683          | 9,65         |             |             |
|                          | Jean-François Banbuck    | DVG                      | DVG                      | 388          | 5,48         |             |             |
|                          | Maëva Hartmann           | DVG                      | DVG                      | 388          | 5,48         |             |             |
|                          | Laïd Hadjidj             | DVG                      | DVG                      | 86           | 1,21         |             |             |
|                          | Barbara Pompignac        | DVG                      | DVG                      | 86           | 1,21         |             |             |
|                          |                          |                          |                          |              |              |             |             |
| Suffrages exprimés       | Suffrages exprimés       | Suffrages exprimés       | Suffrages exprimés       | 7 081        | 96,87        | 6 436       | 83,66       |
| Votes blancs             | Votes blancs             | Votes blancs             | Votes blancs             | 136          | 1,86         | 885         | 11,50       |
| Votes nuls               | Votes nuls               | Votes nuls               | Votes nuls               | 93           | 1,27         | 372         | 4,84        |
| Total                    | Total                    | Total                    | Total                    | 7 310        | 100          | 7 693       | 100         |
| Abstention               | Abstention               | Abstention               | Abstention               | 16 832       | 69,72        | 16 451      | 68,14       |
| Inscrits / participation | Inscrits / participation | Inscrits / participation | Inscrits / participation | 24 142       | 30,28        | 24 144      | 31,86       |

### Canton de Maisons-Alfort
| Candidats                | Candidats                | Partis                   | Nuance                   | Premier tour | Premier tour | Second tour | Second tour |
| Candidats                | Candidats                | Partis                   | Nuance                   | Voix         | %            | Voix        | %           |
| ------------------------ | ------------------------ | ------------------------ | ------------------------ | ------------ | ------------ | ----------- | ----------- |
|                          | Olivier Capitanio        | LR                       | LR                       | 8 744        | 67,31        | 9 895       | 73,09       |
|                          | Marie-France Parrain     | LR                       | LR                       | 8 744        | 67,31        | 9 895       | 73,09       |
|                          | Bernard Bouché           | EÉLV                     | ECO                      | 1 411        | 10,86        | 3 643       | 26,91       |
|                          | Célia Le Roux            | EÉLV                     | ECO                      | 1 411        | 10,86        | 3 643       | 26,91       |
|                          | Alexandre Cercey         | PCF                      | COM                      | 956          | 7,36         |             |             |
|                          | Florence Grosclaude      | PCF                      | COM                      | 956          | 7,36         |             |             |
|                          | Étienne Bard             | PS                       | SOC                      | 937          | 7,21         |             |             |
|                          | Cécile Panassac          | PS                       | SOC                      | 937          | 7,21         |             |             |
|                          | Thomas Maubert           | MoDem                    | UC                       | 765          | 5,89         |             |             |
|                          | France Savelli           | MR                       | UC                       | 765          | 5,89         |             |             |
|                          | Vanessa Lanteri          | POID                     | EXG                      | 177          | 1,36         |             |             |
|                          | Mickael Mourlin          | POID                     | EXG                      | 177          | 1,36         |             |             |
|                          |                          |                          |                          |              |              |             |             |
| Suffrages exprimés       | Suffrages exprimés       | Suffrages exprimés       | Suffrages exprimés       | 12 990       | 97,40        | 13 538      | 97,00       |
| Votes blancs             | Votes blancs             | Votes blancs             | Votes blancs             | 196          | 1,47         | 250         | 1,79        |
| Votes nuls               | Votes nuls               | Votes nuls               | Votes nuls               | 151          | 1,13         | 168         | 1,20        |
| Total                    | Total                    | Total                    | Total                    | 13 337       | 100          | 13 956      | 100         |
| Abstention               | Abstention               | Abstention               | Abstention               | 23 013       | 63,31        | 22 396      | 61,61       |
| Inscrits / participation | Inscrits / participation | Inscrits / participation | Inscrits / participation | 36 350       | 36,69        | 36 352      | 38,39       |

### Canton de Nogent-sur-Marne
| Candidats                | Candidats                 | Partis                   | Nuance                   | Premier tour | Premier tour | Second tour | Second tour |
| Candidats                | Candidats                 | Partis                   | Nuance                   | Voix         | %            | Voix        | %           |
| ------------------------ | ------------------------- | ------------------------ | ------------------------ | ------------ | ------------ | ----------- | ----------- |
|                          | Paul Bazin                | LR                       | LR                       | 5 321        | 38,32        | 9 610       | 63,56       |
|                          | Deborah Münzer            | LR                       | LR                       | 5 321        | 38,32        | 9 610       | 63,56       |
|                          | Matthieu Moriamez         | EÉLV                     | UGE                      | 4 096        | 29,50        | 5 510       | 36,44       |
|                          | Cécilia Rives             | PS                       | UGE                      | 4 096        | 29,50        | 5 510       | 36,44       |
|                          | Marc Boniface             | MoDem                    | UC                       | 2 547        | 18,34        |             |             |
|                          | Nadine Ret                | LREM                     | UC                       | 2 547        | 18,34        |             |             |
|                          | Isabelle Huguenin-Richard | RN                       | RN                       | 1 676        | 12,07        |             |             |
|                          | Claude Lobry              | RN                       | RN                       | 1 676        | 12,07        |             |             |
|                          | Coraline Cornu            | MR                       | DVC                      | 246          | 1,77         |             |             |
|                          | Karim Ferhi               | MR                       | DVC                      | 246          | 1,77         |             |             |
|                          |                           |                          |                          |              |              |             |             |
| Suffrages exprimés       | Suffrages exprimés        | Suffrages exprimés       | Suffrages exprimés       | 13 886       | 97,76        | 15 120      | 96,23       |
| Votes blancs             | Votes blancs              | Votes blancs             | Votes blancs             | 214          | 1,51         | 388         | 2,47        |
| Votes nuls               | Votes nuls                | Votes nuls               | Votes nuls               | 104          | 0,73         | 204         | 1,30        |
| Total                    | Total                     | Total                    | Total                    | 14 204       | 100          | 15 712      | 100         |
| Abstention               | Abstention                | Abstention               | Abstention               | 30 502       | 68,23        | 28 999      | 64,86       |
| Inscrits / participation | Inscrits / participation  | Inscrits / participation | Inscrits / participation | 44 706       | 31,77        | 44 711      | 35,14       |

### Canton d'Orly
| Candidats                | Candidats                | Partis                   | Nuance                   | Premier tour | Premier tour | Second tour | Second tour |
| Candidats                | Candidats                | Partis                   | Nuance                   | Voix         | %            | Voix        | %           |
| ------------------------ | ------------------------ | ------------------------ | ------------------------ | ------------ | ------------ | ----------- | ----------- |
|                          | Didier Gonzales          | LR                       | UD                       | 2 876        | 39,50        | 4 100       | 48,78       |
|                          | Marie-Amélie Martin      | LR                       | UD                       | 2 876        | 39,50        | 4 100       | 48,78       |
|                          | Daniel Guérin            | GRS                      | DVG                      | 2 792        | 38,35        | 4 305       | 51,22       |
|                          | Christine Janodet        | GC                       | DVG                      | 2 792        | 38,35        | 4 305       | 51,22       |
|                          | Adji Toure               | PCF                      | UG                       | 849          | 11,66        |             |             |
|                          | Gilles Vosgien           | LFI                      | UG                       | 849          | 11,66        |             |             |
|                          | Alain Conclois           | RN                       | RN                       | 764          | 10,49        |             |             |
|                          | Nina Smarandi            | RN                       | RN                       | 764          | 10,49        |             |             |
|                          |                          |                          |                          |              |              |             |             |
| Suffrages exprimés       | Suffrages exprimés       | Suffrages exprimés       | Suffrages exprimés       | 7 281        | 96,76        | 8 405       | 95,97       |
| Votes blancs             | Votes blancs             | Votes blancs             | Votes blancs             | 187          | 2,49         | 271         | 3,09        |
| Votes nuls               | Votes nuls               | Votes nuls               | Votes nuls               | 57           | 0,76         | 82          | 0,94        |
| Total                    | Total                    | Total                    | Total                    | 7 525        | 100          | 8 758       | 100         |
| Abstention               | Abstention               | Abstention               | Abstention               | 18 335       | 70,90        | 17 110      | 66,14       |
| Inscrits / participation | Inscrits / participation | Inscrits / participation | Inscrits / participation | 25 860       | 29,10        | 25 868      | 33,86       |

### Canton du Plateau briard
| Candidats                | Candidats                | Partis                   | Nuance                   | Premier tour | Premier tour | Second tour | Second tour |
| Candidats                | Candidats                | Partis                   | Nuance                   | Voix         | %            | Voix        | %           |
| ------------------------ | ------------------------ | ------------------------ | ------------------------ | ------------ | ------------ | ----------- | ----------- |
|                          | Karine Bastier           | LR                       | DVD                      | 3 915        | 38,59        | 7 832       | 74,57       |
|                          | Patrick Farcy            | UDI                      | DVD                      | 3 915        | 38,59        | 7 832       | 74,57       |
|                          | Laurent Jolly            | RN                       | RN                       | 2 239        | 22,07        | 2 671       | 25,43       |
|                          | Gorete Varandas          | RN                       | RN                       | 2 239        | 22,07        | 2 671       | 25,43       |
|                          | Myriam Lambert           | PCF                      | UG                       | 1 361        | 13,42        |             |             |
|                          | Martial Prouheze         | LFI                      | UG                       | 1 361        | 13,42        |             |             |
|                          | Marie Belpois            | EÉLV                     | ECO                      | 1 340        | 13,21        |             |             |
|                          | Guillaume Poiret         | GÉ                       | ECO                      | 1 340        | 13,21        |             |             |
|                          | Cécile Marchetti         | PS                       | SOC                      | 1 103        | 10,87        |             |             |
|                          | Fabrice Nicolas          | PS                       | SOC                      | 1 103        | 10,87        |             |             |
|                          | Katherine Ternet         | POID                     | EXG                      | 186          | 1,83         |             |             |
|                          | André Yon                | POID                     | EXG                      | 186          | 1,83         |             |             |
|                          |                          |                          |                          |              |              |             |             |
| Suffrages exprimés       | Suffrages exprimés       | Suffrages exprimés       | Suffrages exprimés       | 10 144       | 95,79        | 10 503      | 89,72       |
| Votes blancs             | Votes blancs             | Votes blancs             | Votes blancs             | 295          | 2,79         | 863         | 7,37        |
| Votes nuls               | Votes nuls               | Votes nuls               | Votes nuls               | 151          | 1,43         | 341         | 2,91        |
| Total                    | Total                    | Total                    | Total                    | 10 590       | 100          | 11 707      | 100         |
| Abstention               | Abstention               | Abstention               | Abstention               | 27 008       | 71,83        | 25 904      | 68,87       |
| Inscrits / participation | Inscrits / participation | Inscrits / participation | Inscrits / participation | 37 598       | 28,17        | 37 611      | 31,12       |

### Canton de Saint-Maur-des-Fossés-1
| Candidats                | Candidats                | Partis                   | Nuance                   | Premier tour | Premier tour | Second tour | Second tour |
| Candidats                | Candidats                | Partis                   | Nuance                   | Voix         | %            | Voix        | %           |
| ------------------------ | ------------------------ | ------------------------ | ------------------------ | ------------ | ------------ | ----------- | ----------- |
|                          | Laurence Coulon          | LR                       | LR                       | 5 627        | 41,04        | 9 970       | 66,52       |
|                          | Germain Roesch           | LR                       | LR                       | 5 627        | 41,04        | 9 970       | 66,52       |
|                          | Téo Faure                | G.s                      | UGE                      | 2 459        | 17,93        | 5 019       | 33,48       |
|                          | Céline Vercelloni        | EÉLV                     | UGE                      | 2 459        | 17,93        | 5 019       | 33,48       |
|                          | Pierre Jarrossay         | TdP                      | UCG                      | 2 171        | 15,83        |             |             |
|                          | Déborah Wargon           | LREM                     | UCG                      | 2 171        | 15,83        |             |             |
|                          | Annie Dubernard          | RN                       | RN                       | 1 566        | 11,42        |             |             |
|                          | Gaëtan Dussausaye        | RN                       | RN                       | 1 566        | 11,42        |             |             |
|                          | Claudine Clerbout        | PCF                      | DVG                      | 1 013        | 7,39         |             |             |
|                          | Laurent Hâvre            | DVG                      | DVG                      | 1 013        | 7,39         |             |             |
|                          | Jean-Louis Barthélemy    | PS                       | SOC                      | 876          | 6,39         |             |             |
|                          | Sonia Zamai              | PS                       | SOC                      | 876          | 6,39         |             |             |
|                          |                          |                          |                          |              |              |             |             |
| Suffrages exprimés       | Suffrages exprimés       | Suffrages exprimés       | Suffrages exprimés       | 13 712       | 98,19        | 14 989      | 96,13       |
| Votes blancs             | Votes blancs             | Votes blancs             | Votes blancs             | 157          | 1,12         | 246         | 1,58        |
| Votes nuls               | Votes nuls               | Votes nuls               | Votes nuls               | 96           | 0,69         | 357         | 2,29        |
| Total                    | Total                    | Total                    | Total                    | 14 965       | 100          | 15 592      | 100         |
| Abstention               | Abstention               | Abstention               | Abstention               | 26 400       | 65,40        | 24 801      | 61,40       |
| Inscrits / participation | Inscrits / participation | Inscrits / participation | Inscrits / participation | 40 365       | 34,60        | 40 393      | 38,60       |

### Canton de Saint-Maur-des-Fossés-2
| Candidats                | Candidats                | Partis                   | Nuance                   | Premier tour | Premier tour | Second tour | Second tour |
| Candidats                | Candidats                | Partis                   | Nuance                   | Voix         | %            | Voix        | %           |
| ------------------------ | ------------------------ | ------------------------ | ------------------------ | ------------ | ------------ | ----------- | ----------- |
|                          | Jean-Daniel Amsler       | LR                       | LR                       | 4 583        | 37,78        | 8 274       | 60,27       |
|                          | Marie-Christine Segui    | LR                       | LR                       | 4 583        | 37,78        | 8 274       | 60,27       |
|                          | Denis Öztorun            | PCF                      | UGE                      | 4 110        | 33,88        | 5 454       | 39,73       |
|                          | Éliane Simon             | EÉLV                     | UGE                      | 4 110        | 33,88        | 5 454       | 39,73       |
|                          | Lucie Astic              | MoDem                    | UC                       | 1 933        | 15,93        |             |             |
|                          | Jean-Pierre Cormier      | LREM                     | UC                       | 1 933        | 15,93        |             |             |
|                          | Jean-Pierre Cassou       | RN                       | RN                       | 1 506        | 12,41        |             |             |
|                          | Isabelle Gros            | RN                       | RN                       | 1 506        | 12,41        |             |             |
|                          |                          |                          |                          |              |              |             |             |
| Suffrages exprimés       | Suffrages exprimés       | Suffrages exprimés       | Suffrages exprimés       | 12 132       | 97,20        | 13 728      | 95,79       |
| Votes blancs             | Votes blancs             | Votes blancs             | Votes blancs             | 228          | 1,83         | 395         | 2,76        |
| Votes nuls               | Votes nuls               | Votes nuls               | Votes nuls               | 121          | 0,97         | 208         | 1,45        |
| Total                    | Total                    | Total                    | Total                    | 12 481       | 100          | 14 331      | 100         |
| Abstention               | Abstention               | Abstention               | Abstention               | 28 720       | 69,71        | 26 889      | 65,23       |
| Inscrits / participation | Inscrits / participation | Inscrits / participation | Inscrits / participation | 41 201       | 30,29        | 41 220      | 34,77       |

### Canton de Thiais
| Candidats                | Candidats                | Partis                   | Nuance                   | Premier tour | Premier tour | Second tour | Second tour |
| Candidats                | Candidats                | Partis                   | Nuance                   | Voix         | %            | Voix        | %           |
| ------------------------ | ------------------------ | ------------------------ | ------------------------ | ------------ | ------------ | ----------- | ----------- |
|                          | Patricia Korchef-Lambert | LR                       | LR                       | 4 134        | 45,93        | 5 511       | 57,97       |
|                          | Nicolas Tryzna           | LR                       | LR                       | 4 134        | 45,93        | 5 511       | 57,97       |
|                          | Laurence Le Souffaché    | EÉLV                     | UGE                      | 3 046        | 33,84        | 3 996       | 42,03       |
|                          | Renaud Roux              | PCF                      | UGE                      | 3 046        | 33,84        | 3 996       | 42,03       |
|                          | Yacine Ladjici           | DVG                      | UC                       | 1 820        | 20,22        |             |             |
|                          | Béatrice Willem          | LREM                     | UC                       | 1 820        | 20,22        |             |             |
|                          |                          |                          |                          |              |              |             |             |
| Suffrages exprimés       | Suffrages exprimés       | Suffrages exprimés       | Suffrages exprimés       | 9 000        | 94,88        | 9 507       | 94,48       |
| Votes blancs             | Votes blancs             | Votes blancs             | Votes blancs             | 342          | 3,61         | 357         | 3,55        |
| Votes nuls               | Votes nuls               | Votes nuls               | Votes nuls               | 144          | 1,52         | 198         | 1,97        |
| Total                    | Total                    | Total                    | Total                    | 9 486        | 100          | 10 062      | 100         |
| Abstention               | Abstention               | Abstention               | Abstention               | 22 390       | 70,24        | 21 824      | 68,44       |
| Inscrits / participation | Inscrits / participation | Inscrits / participation | Inscrits / participation | 31 876       | 29,76        | 31 886      | 31,56       |

### Canton de Villejuif
| Candidats                | Candidats                | Partis                   | Nuance                   | Premier tour | Premier tour | Second tour | Second tour |
| Candidats                | Candidats                | Partis                   | Nuance                   | Voix         | %            | Voix        | %           |
| ------------------------ | ------------------------ | ------------------------ | ------------------------ | ------------ | ------------ | ----------- | ----------- |
|                          | Pierre Garzon            | PCF                      | COM                      | 3 451        | 38,72        | 5 192       | 52,91       |
|                          | Flore Munck              | PCF                      | COM                      | 3 451        | 38,72        | 5 192       | 52,91       |
|                          | Christel Esclangon       | MoDem                    | UC                       | 3 202        | 35,93        | 4 620       | 47,09       |
|                          | Franck Le Bohellec       | SL                       | UC                       | 3 202        | 35,93        | 4 620       | 47,09       |
|                          | Pierre Bouget            | PS                       | UGE                      | 1 599        | 17,94        |             |             |
|                          | Fabienne Schouler        | EÉLV                     | UGE                      | 1 599        | 17,94        |             |             |
|                          | Pierre Fouchard          | RN                       | RN                       | 661          | 7,42         |             |             |
|                          | Anne Le Henanff          | RN                       | RN                       | 661          | 7,42         |             |             |
|                          |                          |                          |                          |              |              |             |             |
| Suffrages exprimés       | Suffrages exprimés       | Suffrages exprimés       | Suffrages exprimés       | 8 913        | 97,50        | 9 812       | 96,71       |
| Votes blancs             | Votes blancs             | Votes blancs             | Votes blancs             | 120          | 1,31         | 209         | 2,06        |
| Votes nuls               | Votes nuls               | Votes nuls               | Votes nuls               | 109          | 1,19         | 125         | 1,23        |
| Total                    | Total                    | Total                    | Total                    | 9 142        | 100          | 10 146      | 100         |
| Abstention               | Abstention               | Abstention               | Abstention               | 20 910       | 69,58        | 19 906      | 66,24       |
| Inscrits / participation | Inscrits / participation | Inscrits / participation | Inscrits / participation | 30 052       | 30,42        | 30 052      | 33,76       |

### Canton de Villeneuve-Saint-Georges
| Candidats                | Candidats                | Partis                   | Nuance                   | Premier tour | Premier tour | Second tour | Second tour |
| Candidats                | Candidats                | Partis                   | Nuance                   | Voix         | %            | Voix        | %           |
| ------------------------ | ------------------------ | ------------------------ | ------------------------ | ------------ | ------------ | ----------- | ----------- |
|                          | Françoise Lecoufle       | LR                       | LR                       | 2 712        | 47,40        | 4 032       | 60,63       |
|                          | Metin Yavuz              | LR                       | LR                       | 2 712        | 47,40        | 4 032       | 60,63       |
|                          | Christelle Calvier       | PCF                      | UG                       | 1 562        | 27,30        | 2 618       | 39,37       |
|                          | Emmanuel Mbedey          | PS                       | UG                       | 1 562        | 27,30        | 2 618       | 39,37       |
|                          | Catherine Chaput         | RN                       | RN                       | 780          | 13,63        |             |             |
|                          | Jean-Jacques Lejemble    | RN                       | RN                       | 780          | 13,63        |             |             |
|                          | Guillaume Ahizi          | DVG                      | UGE                      | 667          | 11,66        |             |             |
|                          | Tania Nioka              | EÉLV                     | UGE                      | 667          | 11,66        |             |             |
|                          |                          |                          |                          |              |              |             |             |
| Suffrages exprimés       | Suffrages exprimés       | Suffrages exprimés       | Suffrages exprimés       | 5 721        | 96,46        | 6 650       | 95,48       |
| Votes blancs             | Votes blancs             | Votes blancs             | Votes blancs             | 111          | 1,87         | 190         | 2,73        |
| Votes nuls               | Votes nuls               | Votes nuls               | Votes nuls               | 99           | 1,67         | 125         | 1,79        |
| Total                    | Total                    | Total                    | Total                    | 5 931        | 100          | 6 965       | 100         |
| Abstention               | Abstention               | Abstention               | Abstention               | 19 607       | 76,78        | 18 582      | 72,74       |
| Inscrits / participation | Inscrits / participation | Inscrits / participation | Inscrits / participation | 25 538       | 23,22        | 25 547      | 27,26       |

### Canton de Villiers-sur-Marne
| Candidats                | Candidats                | Partis                   | Nuance                   | Premier tour | Premier tour | Second tour | Second tour |
| Candidats                | Candidats                | Partis                   | Nuance                   | Voix         | %            | Voix        | %           |
| ------------------------ | ------------------------ | ------------------------ | ------------------------ | ------------ | ------------ | ----------- | ----------- |
|                          | Jacques-Alain Benisti    | LR                       | UCD                      | 3 541        | 31,79        | 5 857       | 54,03       |
|                          | Sabine Patoux            | SL                       | UCD                      | 3 541        | 31,79        | 5 857       | 54,03       |
|                          | Alexis Maréchal          | MoDem                    | UC                       | 2 508        | 22,51        | 4 984       | 45,97       |
|                          | Sandra Reviriego         | LREM                     | UC                       | 2 508        | 22,51        | 4 984       | 45,97       |
|                          | Elise Dehaudt            | EÉLV                     | UGE                      | 2 077        | 18,64        |             |             |
|                          | Frédéric Massot          | PS                       | UGE                      | 2 077        | 18,64        |             |             |
|                          | Grace Martinot           | RN                       | RN                       | 1 643        | 14,75        |             |             |
|                          | Alain Philippet          | RN                       | RN                       | 1 643        | 14,75        |             |             |
|                          | Jérémy Legros            | DVG                      | DVG                      | 1 371        | 12,31        |             |             |
|                          | Mirabelle Lemaire        | LFI                      | DVG                      | 1 371        | 12,31        |             |             |
|                          |                          |                          |                          |              |              |             |             |
| Suffrages exprimés       | Suffrages exprimés       | Suffrages exprimés       | Suffrages exprimés       | 11 140       | 96,66        | 10 841      | 85,21       |
| Votes blancs             | Votes blancs             | Votes blancs             | Votes blancs             | 304          | 2,64         | 1 531       | 12,03       |
| Votes nuls               | Votes nuls               | Votes nuls               | Votes nuls               | 81           | 0,70         | 351         | 2,76        |
| Total                    | Total                    | Total                    | Total                    | 11 525       | 100          | 12 723      | 100         |
| Abstention               | Abstention               | Abstention               | Abstention               | 27 028       | 70,11        | 25 852      | 67,02       |
| Inscrits / participation | Inscrits / participation | Inscrits / participation | Inscrits / participation | 38 553       | 29,89        | 38 575      | 32,98       |

### Canton de Vincennes
| Candidats                | Candidats                | Partis                   | Nuance                   | Premier tour | Premier tour | Second tour | Second tour |
| Candidats                | Candidats                | Partis                   | Nuance                   | Voix         | %            | Voix        | %           |
| ------------------------ | ------------------------ | ------------------------ | ------------------------ | ------------ | ------------ | ----------- | ----------- |
|                          | Odile Seguret            | UDI                      | UD                       | 5 847        | 39,76        | 9 555       | 60,43       |
|                          | Julien Weil              | LR                       | UD                       | 5 847        | 39,76        | 9 555       | 60,43       |
|                          | Anne-Françoise Gabrielli | EÉLV                     | ECO                      | 2 469        | 16,79        | 6 256       | 39,57       |
|                          | Gabriel Sampaio          | EÉLV                     | ECO                      | 2 469        | 16,79        | 6 256       | 39,57       |
|                          | Damien Caparros          | LREM                     | UC                       | 2 330        | 15,84        |             |             |
|                          | Jessica Perniceni        | MoDem                    | UC                       | 2 330        | 15,84        |             |             |
|                          | David Dawood             | DVG                      | DVG                      | 2 186        | 14,87        |             |             |
|                          | Anick Le Calvez          | PS                       | DVG                      | 2 186        | 14,87        |             |             |
|                          | Gauthier Delmas          | RN                       | RN                       | 747          | 5,08         |             |             |
|                          | Nouria Taleb             | RN                       | RN                       | 747          | 5,08         |             |             |
|                          | Amina Bouatlaoui Dehbi   | CÉ                       | ECO                      | 606          | 4,12         |             |             |
|                          | Tony Renault             | CÉ                       | ECO                      | 606          | 4,12         |             |             |
|                          | Luc Alonso               | AC                       | DVC                      | 520          | 3,54         |             |             |
|                          | Daniel Baiche            | MR                       | DVC                      | 520          | 3,54         |             |             |
|                          |                          |                          |                          |              |              |             |             |
| Suffrages exprimés       | Suffrages exprimés       | Suffrages exprimés       | Suffrages exprimés       | 14 705       | 97,54        | 15 811      | 96,37       |
| Votes blancs             | Votes blancs             | Votes blancs             | Votes blancs             | 231          | 1,53         | 390         | 2,38        |
| Votes nuls               | Votes nuls               | Votes nuls               | Votes nuls               | 140          | 0,93         | 205         | 1,25        |
| Total                    | Total                    | Total                    | Total                    | 15 076       | 100          | 16 406      | 100         |
| Abstention               | Abstention               | Abstention               | Abstention               | 26 125       | 63,41        | 24 810      | 60,20       |
| Inscrits / participation | Inscrits / participation | Inscrits / participation | Inscrits / participation | 41 201       | 36,59        | 41 216      | 39,31       |

### Canton de Vitry-sur-Seine-1
| Candidats                | Candidats                  | Partis                   | Nuance                   | Premier tour | Premier tour | Second tour | Second tour |
| Candidats                | Candidats                  | Partis                   | Nuance                   | Voix         | %            | Voix        | %           |
| ------------------------ | -------------------------- | ------------------------ | ------------------------ | ------------ | ------------ | ----------- | ----------- |
|                          | Jean-Claude Kennedy        | PCF                      | COM                      | 1 358        | 24,55        | 2 656       | 49,63       |
|                          | Isabelle Lorand            | PCF                      | COM                      | 1 358        | 24,55        | 2 656       | 49,63       |
|                          | Frédéric Bourdon           | DVG                      | ECO                      | 1 314        | 23,75        | 2 696       | 50,37       |
|                          | Naiga Stefel               | EÉLV                     | ECO                      | 1 314        | 23,75        | 2 696       | 50,37       |
|                          | Lauranne Esseul            | PCF                      | COM                      | 1 196        | 21,62        |             |             |
|                          | Marie-Albert Jules-Rosette | PCF                      | COM                      | 1 196        | 21,62        |             |             |
|                          | Alain Afflatet             | LR                       | DVD                      | 1 112        | 20,10        |             |             |
|                          | Céline Lim                 | UDI                      | DVD                      | 1 112        | 20,10        |             |             |
|                          | Bernadette Hérault         | LREM                     | UCD                      | 552          | 9,98         |             |             |
|                          | Kamale Sobhi               | LREM                     | UCD                      | 552          | 9,98         |             |             |
|                          |                            |                          |                          |              |              |             |             |
| Suffrages exprimés       | Suffrages exprimés         | Suffrages exprimés       | Suffrages exprimés       | 5 532        | 95,96        | 5 352       | 87,21       |
| Votes blancs             | Votes blancs               | Votes blancs             | Votes blancs             | 149          | 2,58         | 520         | 8,47        |
| Votes nuls               | Votes nuls                 | Votes nuls               | Votes nuls               | 84           | 1,46         | 265         | 4,32        |
| Total                    | Total                      | Total                    | Total                    | 5 765        | 100          | 6 137       | 100         |
| Abstention               | Abstention                 | Abstention               | Abstention               | 17 524       | 75,25        | 17 156      | 73,65       |
| Inscrits / participation | Inscrits / participation   | Inscrits / participation | Inscrits / participation | 23 289       | 24,75        | 23 293      | 26,35       |

### Canton de Vitry-sur-Seine-2
| Candidats                | Candidats                | Partis                   | Nuance                   | Premier tour | Premier tour | Second tour | Second tour |
| Candidats                | Candidats                | Partis                   | Nuance                   | Voix         | %            | Voix        | %           |
| ------------------------ | ------------------------ | ------------------------ | ------------------------ | ------------ | ------------ | ----------- | ----------- |
|                          | Évelyne Rabardel         | PCF                      | COM                      | 1 449        | 33,51        | 3 336       | 100         |
|                          | Hocine Tmimi             | PCF                      | COM                      | 1 449        | 33,51        | 3 336       | 100         |
|                          | Shamime Attar            | PS                       | UG                       | 784          | 18,13        | Retrait     | Retrait     |
|                          | Laurence Jeanne          | DVG                      | UG                       | 784          | 18,13        | Retrait     | Retrait     |
|                          | Laurence Dexavary        | EÉLV                     | ECO                      | 783          | 18,11        |             |             |
|                          | Yohan Georget            | DVG                      | ECO                      | 783          | 18,11        |             |             |
|                          | Mamedi Diarra            | DVD                      | DVD                      | 616          | 14,25        |             |             |
|                          | Jocelyne Faillon         | DVD                      | DVD                      | 616          | 14,25        |             |             |
|                          | Yassia Souih             | RN                       | RN                       | 578          | 13,37        |             |             |
|                          | Christian Tollari        | RN                       | RN                       | 578          | 13,37        |             |             |
|                          | Frédéric Dorléac         | POID                     | EXG                      | 114          | 2,64         |             |             |
|                          | Véronique Ducandas       | POID                     | EXG                      | 114          | 2,64         |             |             |
|                          |                          |                          |                          |              |              |             |             |
| Suffrages exprimés       | Suffrages exprimés       | Suffrages exprimés       | Suffrages exprimés       | 4 324        | 95,26        | 3 336       | 72,05       |
| Votes blancs             | Votes blancs             | Votes blancs             | Votes blancs             | 115          | 2,53         | 1 011       | 21,84       |
| Votes nuls               | Votes nuls               | Votes nuls               | Votes nuls               | 100          | 2,20         | 283         | 6,11        |
| Total                    | Total                    | Total                    | Total                    | 4 539        | 100          | 4 630       | 100         |
| Abstention               | Abstention               | Abstention               | Abstention               | 17 733       | 79,62        | 17 653      | 79,22       |
| Inscrits / participation | Inscrits / participation | Inscrits / participation | Inscrits / participation | 22 272       | 20,38        | 22 283      | 20,78       |